# Hannes Mogensen
Hannes Gustav Mogensen, född den 30 april 2005, är en svensk-dansk orienterare, som tävlar för OK Ravinen.
Mogensen deltog 2021 i de europeiska juniormästerskapen i Litauen där han representerade Danmark; han är son till den danske världsmästaren Allan Mogensen. Där vann han en guldmedalj i stafett M16 som slutman tillsammans med Casper Blakskjær och Niels Dalgaard samt en silvermedalj på långdistans M16
Vid de europeiska juniormästerskapen år 2022 i Ungern vann Mogensen två bronsmedaljer på långdistans M18 och i stafett M18 som slutman tillsammans med Casper Blakskjaer och Niels Dalgaard, även denna gång representerande Danmark.
När junior-VM 2023 gick av stapeln i Rumänien vann Mogensen en guldmedalj på medeldistans,  denna gång representerande Sverige.  
Vid junior-VM 2025 i Italien vann Mogensen en guldmedalj i stafett tillsammans med Ludwig Rosén och Wilmer Selin samt en silvermedalj i sprintstafett tillsammans med Freja Hjerne, Max Österberg och Alva Björk.
Mogensen blev totalsegrare i klassen H18 Elit vid O-Ringen 2022 i Uppsala såväl som vid O-Ringen 2023 i Åre.
Vid SM 2023 blev han svensk juniormästare på medeldistansen  och i stafett (tillsammans med Henrik Lundfors och Edvin Forsberg) .
Vid SM 2024 blev Mogensen svensk juniormästare på långdistansen och placerade sig på tredje plats på medeldistansen och på andra plats vid natt-SM.